# Curbură
Curbura (din latină: curvatura, "îndoitură") unui obiect geometric este o măsură cantitativă ce exprimă proprietatea de a nu fi rectiliniu pentru orice punct al figurii respective.
Astfel, pentru o curbă, curbura într-un punct M al acesteia este limita raportului dintre unghiul {\displaystyle \Delta \alpha } format de tangentele la curbă în două puncte, M și M, când punctul M tinde către M:
{\displaystyle {\frac {1}{\rho }}=\lim _{\Delta s\to 0}{\frac {\Delta \alpha }{\Delta s}}.}
Inversul curburii (ρ) se numește rază de curbură.
Cercul de rază ρ, tangent curbei în M, situat spre concavitatea curbei, este cercul de curbură.
Pentru calculul curburii într-un punct al unei curbe plane, definite prin ecuațiile parametrice: {\displaystyle x=x(t),\;y=y(t),} se utilizează formula:
{\displaystyle {\frac {1}{\rho }}={\frac {x'y''-x''y'}{(x'^{2}+y'^{2})^{3/2}}},}
formulă pe care Isaac Newton a descoperit-o în 1670.
Pentru o curbă plană definită prin {\displaystyle y=y(x):}
{\displaystyle {\frac {1}{\rho }}={\frac {y''}{(1+y'^{2})^{3/2}}}.}
Pentru o curbă plană definită prin ecuația în coordonate polare {\displaystyle r=r(\theta ):}
{\displaystyle {\frac {1}{\rho }}={\frac {r^{2}+2r'^{2}-rr''}{(r^{2}+r'^{2})^{3/2}}}.}
În cazul unei curbe strâmbe definite prin ecuațiile parametrice:
{\displaystyle {\begin{cases}x=x(t)\\y=y(t)\\z=z(t)\end{cases}}}
curbura este dată de:
{\displaystyle {\frac {1}{\rho }}={\frac {[(y'z''-z'y'')^{2}+(z'x''-x'z'')^{2}+(x'y''-y'x'')^{2}]^{\frac {1}{2}}}{(x'^{2}+y'^{2}+z'^{2})^{\frac {3}{2}}}}.}
Primul exemplu de curbă cu dublă curbură l-a furnizat Archytas.